# Lycosphingia
Lycosphingia este un gen de molii din familia Sphingidae. Conține o singură specie, , care este întâlnită din Liberia și Ghana până în Angola, Congo și Uganda. 